# Stefan Mair (ciclista)
Stefan Mair (2 giugno 1990) è un ex ciclista su strada austriaco.

## Carriera
Nel 2008, da juniores, vinse la classifica finale del Giro della Lunigiana. Fu professionista dal 2009 al 2011. Nel 2011 fu campione nazionale austriaco Under-23 di corsa in salita, ma fu trovato positivo al prednisone in occasione di un controllo antidoping il 20 maggio 2011. Tutti i risultati conseguiti dopo quella data furono annullati, ed il corridore fu sospeso, e poi, nel 2013, condannato a due anni di squalifica, che misero di fatto fine alla sua carriera.

## Palmarès
- 2008 (Juniores)

Classifica generale Giro della Lunigiana
1ª tappa, 3ª tappa e classifica generale International Junioren Radrundfahrt Oberösterreich
3ª tappa Giro del Friuli Occidentale